# Pat O'Shea
Pat O'Shea (22 de enero de 1931 - 3 de mayo de 2007), era una galardonada escritora de ficción.  Su primera novela  Los perros de la Morrigan, le llevó 13 años escribirla pero, en recompensa, fue un gran éxito de ventas. Fue publicada en 1985 por Oxford University Press, traducido a cinco lenguas, y está considerado uno de los mejores clásicos para jóvenes.

## Biografía
Nacida en Galway era la más joven de cinco hijos. Cuándo tenía dieciséis años se mudó a Inglaterra. Trabajó en una librería y allí empezó a escribir obras de teatro en Mánchester y consiguió una beca del Consejo de Arte británico.
A finales de los 60s su carrera como autora teatral estaba estancada, así como sus intentos para escribir guiones televisivos, así que comenzó a escribir cuentos y poesía.

## Carrera
A comienzos de los años 70s empezó a escribir Los perros de la Morrigan inspirada en un sueño cuyo protagonista era su propio hijo y ambientado en el mundo de la mitología irlandesa. Lo hacía por puro placer, pero con pocas expectativas de publicarlo.
Trece años más tarde la novela fue publicada en 1985 por Oxford University Press, traducido a cinco lenguas, considerado un clásico instantáneo y comparado con la obra de J. R. Tolkien y Michael Ende. Según la crítica "narrado con una fuerza vigorosa".
En las décadas siguientes solo pudo completar algunos capítulos de una segunda parte, que quedó inédita.
En 1988,  publicó su segundo libro para niños, Finn Mac Cool y los Hombres Pequeños. Aquel retomó el folclore irlandés y estuvo ilustrado por Stephen Lavis. En 1988 Horn Book Magazine lo incluyó en su lista anual de mejores libros para niños, dándole un premio Horn Book Fanfare a mejor libro del año.